# Frank Hassell
Frank Hassell (ur. 9 października 1988 w Chesapeake) – amerykański koszykarz występujący na pozycjach silnego skrzydłowego lub środkowego, obecnie zawodnik Boulazac Basket Dordogne.
W 2012 występował w letniej lidze NBA, reprezentując Atlantę Hawks, a rok później Washington Wizards.
2 sierpnia 2018 został zawodnikiem Stelmetu BC Zielona Góra. 15 września opuścił klub, jeszcze przed rozpoczęciem sezonu zasadniczego.
1 października 2018 został zawodnikiem francuskiego Cholet Basket.
15 stycznia 2020 dołączył do francuskiego Boulazac Basket Dordogne.

## Osiągnięcia
Stan na 15 stycznia 2020, na podstawie, o ile nie zaznaczono inaczej.
NCAA
- Uczestnik:
  - II rundy turnieju NCAA (2010)
  - turnieju NCAA (2010, 2011)
- Mistrz:
  - turnieju konferencji Colonial Athletic Association (CAA – 2010, 2011)
  - sezonu regularnego konferencji CAA (2010)
- MVP turnieju:
  - CAA (2011)
  - College Insider.com (2009)
- Zaliczony do:
  - I składu:
    - CAA (2011)
    - turnieju:
      - CAA (2011)
      - College Insider.com (2009)
      - Paradise Jam (2011)

    - defensywnego CAA (2011)
- Lider konferencji CAA w liczbie zbiórek (321 – 2011)[6]

Drużynowe
- 4. miejsce w II lidze francuskiej (2016)
- Finalista pucharu ligi Pro B (II liga francuska – 2016)

Indywidualne
- MVP:
  - miesiąca francuskiej ligi LNB Pro A (styczeń - 2017/2018)
  - 16 kolejki TOP 16 FIBA Europe Cup (2017/2018)
- Lider:
  - strzelców EuroChallenge (2013)
  - w zbiórkach:
    - EuroChallenge (2013)
    - ligi izraelskiej (2013)